# Marques Júnior
Augusto José Marques Júnior (Rio de Janeiro, 1887 — Rio de Janeiro, 1960) foi um pintor, desenhista e professor brasileiro.

## Vida e obra
Ingressou na Escola Nacional de Belas Artes em 1905, onde foi orientado por Daniel Bérard, Zeferino da Costa, Eliseu Visconti e Batista da Costa.
Em 1917, conquistou o Prêmio de Viagem à Europa, em concurso que disputou com seu contemporâneo Henrique Cavalleiro. Viajou para a França, se estabelecendo em Paris, cidade onde permaneceu até 1922 e onde freqüentou a Académie de la Grande Chaumière.
Quase ao fim de sua estadia na Europa, o ateliê particular que mantinha incendiou-se e boa parte de sua produção se perdeu; ainda assim, de volta ao Brasil, conseguiu reunir trabalhos suficientes para expor com sucesso no Rio de Janeiro e em São Paulo.
Logo depois de sua volta, foi nomeado docente livre da Escola Nacional de Belas Artes, e mais tarde regeu interinamente as cadeiras de Desenho artístico, entre 1934 e 1937, e Pintura, de 1938 a 1949. Exerceu ainda o cargo de professor contratado de Desenho de croquis e professor catedrático de Desenho de modelo vivo, aposentando-se em 1957.
Foi vice-diretor da Escola Nacional de Belas Artes, presidiu a Sociedade Brasileira de Belas Artes (1915/1916) e foi membro do Serviço do Patrimônio Histórico e Artístico Nacional.